# ディアボロのスープ
『ディアボロのスープ』は、岡崎純平による日本の漫画作品。『別冊少年マガジン』（講談社）にて、2013年1月号から2014年3月号まで連載。「戦争」「罪人」「女の子たくさん」がキーワードとなっている。

## あらすじ
魔女の国エダークス公国は科学の国スペルビア帝国に攻められる。スペルビア帝国の激しい侵攻によって民は殺され、魔女は蹂躙されていく。国家の危機のため、帝国とたたかうために虐殺の塔に拘束されていた重罪人が解放された。生き残った魔女と解放された重罪人による反撃の狼煙が今上がる。

## 登場人物

### エダークス公国側
テンマ（天魔）
本作の主人公。「魔女の秘密」を暴いた「好奇心」と「魔女の秘密」を訴えた「へらず口」の罪状で九虐殺の刑が課されているが執行されずに虐殺の塔で10年間魔法陣によって体を拘束されて、眼帯をつけられていた。
そのために体と眼の筋力は衰えており、肋骨が浮き出て眼が見えない状態だが視覚が封じられていたために聴覚が非常に優れている。
八咫烏曰く「エダークス公国で唯一戦争ができる男」として戦争のときのために生かされていた。魔女たちを率いた戦術をもってスペルビア帝国の軍と戦っている。一番大事なことのために二番目に大事なものをあっさりと捨て切れるために魔女たちとは思考がかみ合わずよく意見が対立することもある。また、罪を犯すことに抵抗がなく戦争には参加するが国や民のために戦う気がない。魔女たちを駒としか考えておらず、戦いのために魔女たちの考えを甘いと躊躇いなく断言したり、らしくないマネをしてまで士気を上げたりしている。
戦争での狙いは「戦争を終結するため」と「魔女の国エダークスを滅ぼすこと」である。
三権の魔女と顔見知りで、本来魔女しか出せない「悪魔（使い魔）」を出したり、その代償として腕が黒くただれたりと謎が多い人物である。それについてハチヒメは魔女から悪魔を奪い、黒く変色したところが魔女から奪った魔住部位だと推測している。
ほおり
階位15位、悪魔は液状の体を持つ「バフォメット」。エダークス公国の南西の村を治めていた魔女だが、魔女としての能力は低く3年経っても階位は最下位で、作るスープは吐かない程度を民に期待されているほど不味く、アホの子といじられている。
スペルビア帝国の襲撃から逃がすために民がその身を挺してかばい、何もできない自分に心が折れかけたが、テンマの言葉によって自分を愛してくれた亡き村人の気持ちを思い出し立ち直る。
ナタ
階位9位、悪魔は火の能力を持つ「フルフル」。エダークス公国の北西の村を治めていた魔女で、民に愛される立派な魔女になるのが目標でフルフルの家系では最高位の初の一桁であり、自分が魔女であることを誇りにしている。そのために規律には厳しく、魔女を愚弄するテンマにたびたび反発している。
戦いが怖くて一度脱走した際にスペルビア帝国の部隊につかまって捕虜になり、隙を見て逃げ出したが、民を助けることもできず、仲間を窮地に立たせてしまったことによって自分の無力さを実感してしまい心が折れる。しかし、ほおりの言葉よって奮い立ちあがりスペルビア帝国の指揮官に一矢報いた。戦闘後、救われた命を魔女として立派に全うすると誓う。
ハチヒメ・アスタロト
階位4位、悪魔は巨体を持つ「アスタロト」。エダークス公国の西の都を治めていた六都の魔女で、本来14歳で卒業する魔女学校を11歳で卒業し、12歳で高い位を持ち、都を治めるほどの天才魔女。聡明で努力家だが人見知りで、好き嫌いによって民の手を焼かせていた。
スペルビア帝国による西の都の襲撃の際には「アスタロト」を出して応戦するも、左目を負傷した。支えてくれた民を守れず絶望していたところ生き残りの民に連れられて逃がされた。その際、みんなの敵を討つようお願いされた。
テンマからも賢いと評価されており、テンマの意図にもよく気づく。テンマのことをよく思ってはいないが、テンマといることに利益があると考えているので行動を共にしている。
ウイ・モロク
階位13位、悪魔は「モロク」。エダークス公国の西北西の村を治めていた2人の魔女の1人で、モロク家の本家に所属しており、分家で5つ歳の離れた従姉のリュウコを、髪形をまねるほど姉として慕っている。
自分の無力さをわかっているからテンマについていっているが戦争になじめず戦いが日常になっていくことを嫌悪している。
モロク家は生まれた家に関係なく強い魔女が本家に入るためウイも近接戦闘が優れている。悪魔の行動範囲から敵を逃がさないように魔女自ら戦うことで暗号1つに7 - 8手の指示を入れた連続攻撃を可能にするリュウコの編み出した「魔女と悪魔の戦闘方法」をしっかりと受け継いでおり、その連携は闘技場で上位の魔女を圧倒したほどである。
フチ少佐との戦闘で右足を失ったがネネによってリュウコの右足をつなげて貰い、強い魔女になることを決意する。
ネネ・ブエル
階位8位、悪魔は治癒能力を持つ「ブエル」。エダークス公国の西の都の隣にある鉱山の村を治めていた魔女で、ウイとリュウコとは学徒時代からの知り合いであり、新入生のウイと寮が同室だった。髪を切るのが得意で、村の子供たちやリュウコの髪を切っていた。
学徒時代にリュウコからウイを守るように頼まれ、押し切られて守るハメになったがリュウコとの生活も慣れるようになり、気が付けば酒を酌み交わす仲になっていた。
「ブエル」の治癒は裂傷は大体治るが細胞がひどくつぶれていると無理らしく、また失った血までは戻らない。ウイと同じで自分の無力さをわかっているからテンマについていっている。
ユキ・ヤタガラス
29歳で三権の魔女の1人・番人（クストス）の魔女であり中央NO.3の魔女である。悪魔（使い魔）は遠隔操作型の「ヤタガラス（八咫烏）」。エダークス公国の京師（中央の都）におり、テンマを戦争のために生かしていた。テンマたちを中央に呼び戦力を整えてスペルビア帝国と戦うつもりである。
リュウコ
階位6位、悪魔(使い魔)はモロク。エダークス公国の西北西の村を治めていた2人の魔女の1人で、モロク家の分家に所属。学校の実技では一番強く、上記にある「魔女と悪魔(使い魔)の戦闘方法」を編み出し、ウイからも強いと評価されていた。ただ、性格が強引で口調や素行が普通の魔女よりも悪いことから、周囲からは悪堕魔(あくだま)と呼ばれ、ウイ以外に友達はいない上に、周りから恨みも買っていたが根は悪くない。寮室は先生と同じ棟で見張られてもいた。
スペルビア帝国からの襲撃の際に村人とともに戦うが帝国のフチ少佐に殺された。モロクへの最後の指示は「ウイを守れ!!」だった。死してなおフチ少佐を追い詰めウイを守った。
マナヒ
三権の魔女の1人・財官の魔女である。民部の魔女を処刑し、番人の魔女であるユキを逮捕拘束したことで三権制度が崩壊し、魔公猊下の下に独裁で戦争の指揮を執るようになった。
民部の魔女
三権の魔女の1人。ユキを逮捕することに了承せず抵抗したため、財官の魔女マナヒに処刑された。

### スペルビア帝国側
女閣下
名前不明。ハチヒメの治めていた西の都に構えている魔国侵攻軍統括本部におり、エダークス公国との戦争を「戦争というより冒険」と言っている。
アンゼル大佐
単独による徒手空拳で悪魔を使役する魔女を倒すほど戦闘能力が高い。北領侵攻に参加していたがエダークス公国に向かっており、30日から50日で到着する見立てだったが20日 - 30日を見込みとしていた北領の降伏を自ら前線に立つことで6日で終わらせた。
フチ少佐
第一軍先遣隊隊長魔国南方残党狩り統括の肩書を持つ。戦いを知る部族出身の士官であり、アンゼル大佐と同様に単独による徒手空拳で魔女を仕留めるほど強い。エダークス公国の襲撃の際にはリュウコを殺した。フチ少佐にしか使えない肩撃ち式野戦砲を使い、関所でテンマ達とはぐれたウイとネネと交戦。ウイの足を千切ったりネネの首を折ったりなどして2人を追い詰めたが、テンマの策により足場を崩され落石により死亡。その際にウイを道連れにするつもりだったが、リュウコの死体によって失敗する。
セアルチ・リコニイ
スペルビア帝国魔国侵攻軍第一軍第四師団特別編成大隊隊長の肩書を持つ。ナタを人質にし、テンマの策を看破したかのように見えたが、作戦を読み違えた挙句に隙を見て逃げ出したナタの執念の攻撃により喉を食いちぎられ死亡。300人もいた部隊も全滅した。

## 用語
エダークス公国
魔女が統治している魔女の国で国民はすべて「人民よ、魔女を称えよ。さすれば魔女は人民を満たさん」という言葉とともに育ってきた。
農業を生活の基盤にしているが農地に向いた土地が少なくどんなに頑張っても少量しか食べ物が取れないので魔女たちが魔法でスープの栄養を上げて何とか生活している。
魔女が立派であると教育され、民は魔女を神格化しているため、だからこそ何もできない不出来な魔女にはとにかく厳しく、教えられた理想との差から軽蔑し嫌悪する。
エダークス公国には軍がなく、危機感すら危険思想として弾圧するほど平和ボケした民が多い。
馬や井戸、ランタンを使っており、地図や測量士がないことから帝国からは原始的な国と認識されている。
食も技術も貧困なエダークス公国では民も魔女も「助け合い」は生まれた時から刷り込まれ、魔女は民を助けることが仕事、人助けが生きがいとしている。
そのためにエダークス公国では魔女も民も国民全員が誰かの為なら恐怖を乗り越えて命がけで戦えるのは当たり前だと考えており、人助けのために死ねない人を許せないというほど、「人助けのため」という美談がつけば生死が驚くほど軽くなる国民性を持っている。
スペルビア帝国
北半球に存在する今や世界一強大な国である。図抜けた科学力によって強力な軍隊を作り上げ周辺諸国を、武力侵攻で次々と併合していき大国となった。鉄道や水道、車やライトなどがあり近代的である。
スペルビア帝国はスペルビア民族を頭に併合され優劣をつけられた50の民族からなる多民族国家であり、この優劣は50の民族の貢献度や強さに応じて順位が付けられている。民族の数は50までと決められており、他国を併合することによって新規の民族が入ってきた場合、51番目に落ちた民族はその血がなくなるまで皆殺しにされてしまうので、スペルビア帝国は単純がゆえに熾烈な競争社会を作り上げている。序列を上げるためには戦争で功績を上げるのが一番であり、功績を上げた隊に所属していた場合生死を問わずに功績を与えられるため、上位の民族はより多くの富を得ようとし、下位の民族は51番目にならないように必死に戦うことになるので多くの民族を持ちながらもそのすべてが必ず殺したがりの攻撃的な兵となる国民性を持っている。
魔女
エダークス公国を統治している存在で、すべての人が魔女になれるわけではなく、いくつかある魔女の家系の女子のみがなることが出来る。
いくつかある学校に6年間通って成績をつけてもらい、大抵は14歳で卒業した後に村へ配属される。
魔女の階位を上げる階級試験には3項目あり、1つは筆記試験、2つ目は生活実技試験（日常生活において魔法を支障なく効率よく運用できるかを見るもの）、3つ目は戦闘実技試験（どんな国でも犯罪者は出るのでそれに対応する試験）である。
なかでも戦闘実技試験の成績優秀者による闘技場での魔女同士の戦いは魔女の強さを見せることで犯罪抑止を目的としているが、興行的側面を持ち、参加する魔女もこれを楽しんで普段から戦闘訓練を積んでいる。
魔女の死体は腐敗が遅く、特に悪魔に譲渡した体の部位は10日たってもまだ生きているかのようにきれいである。
悪魔 / 使い魔
魔女が使役する魔物で使い魔ともいう。魔女は生後まもなくその家の家系と代々付き合いのある悪魔と契約を結び、魔女の体の一部を悪魔に譲渡して力を使っていないときにはそこに住まわせて、力を使うときに出している。どこに住むかは悪魔が決め、生きているうちは契約した魔女ですらわからず、死後10日経ってもきれいな部位に悪魔がいると判明する。悪魔に譲渡した部位が損傷すると悪魔を出せなくなる。
悪魔がダメージを負うと魔女にある程度フィードバックする。悪魔は基本的に指示待ちで、契約した魔女の口頭伝令によって行動する。
魔女の秘密
魔女のスープは洗脳のスープで飲めば飲むほど魔女を好きになっていく。スープの力と魔女神格化教育によって民は魔女を信仰している。
公国は土地不良で作物が十分育たないからという口実で国民にスープを飲ませているが、実際には毎年国から支給される種に問題があるために不作となっている。
暗号指示
暗号として言葉を発することで悪魔の行動を指示している。
暗号指示は一度行動に入るとその行動が終わるまで新たな行動の指示ができない欠点があるので、敵の動きに対応しにくく、通常1つの暗号に対して2、3手までしか攻撃が含まれていない。
階位
魔女の序列のことである。数字が小さいほど立場が上であり、食事などは階位が最も低いものが担当する。
雑家の魔女（ざいかのまじょ）
魔女の掟を破りし魔女であり、雑家の島にいる。

## 書誌情報
- 岡﨑純平 『ディアボロのスープ』 講談社〈少年マガジンコミックス〉、全4巻
  1. 2013年4月9日発売 ISBN 978-4-06-384858-8
  2. 2013年8月9日発売 ISBN 978-4-06-394904-9
  3. 2013年11月8日発売 ISBN 978-4-06-394958-2
  4. 2014年4月9日発売 ISBN 978-4-06-395047-2